# Sebastián Cruzado
Sebastián Cruzado Fernández, detto Chano (Huelva, 28 febbraio 1965), è un ex calciatore spagnolo di ruolo centrocampista.

## Carriera

### Club
Esordì in Primera División con il Real Betis il 9 settembre 1984, a 19 anni. Entrò stabilmente in prima squadra nella stagione 1986-1987 con l'allenatore Luis Del Sol. Militò nella squadra andalusa per cinque stagioni, ottenendo anche la fascia da capitano. A causa della difficile situazione finanziaria del club, venne ceduto al Tenerife per 70 milioni di pesetas, nel 1991.
Esordì con la nuova squadra alla prima giornata di campionato, il 1º settembre 1991, contro il Logroñés. Chano restò nella squadra delle Canarie per otto stagioni, fino al 1999 quando si trasferì in Portogallo al Benfica. Dopo due stagioni nella massima serie portoghese, si ritirò nel 2001.

### Nazionale
Nel 1994 collezionò la sua prima e unica presenza con la nazionale spagnola.